# 峻凌國際
峻凌國際控股有限公司，簡稱峻凌國際控股和峻凌國際（英語：Regent Manner International Holdings Limited，港交所除牌時1997.HK），在1997年，由台灣上市公司台灣表面黏著科技股份有限公司，於香港（總部）和東莞（總部）分別成立「峻凌有限公司」和「東莞清溪荔橫峻凌電子廠」。
業務在中國內地經營原料及配件的採購及管理、工程設計過程、SMT裝配過程、品質保證、物流管理和售後服務，董事長為伍雲開。
當時在2007年7月10日於港交所主板上市。當時招股價為1.51至1.88港元之間，發行股份為2.5億股，集資額為4.7億港元。
到了2014年5月，峻凌國際被母公司台灣表面黏著科技旗下及Taiwan Surface Mounting Technology (B.V.I.) Co. Limited，以每股1.8港元私有化，總代價為1,034,189,694港元，原因是和母公司進行整合，其次在2007至2014年內，過去平均交投只有1,050,754股（0.049%）。其後在2014年7月18日於股東大會通過私有化後，最後交易日為2014年7月24日，除牌日期為2014年8月7日。

## 連結
- rmih.com